# Credito cooperativo

Il logo di destinazione delle banche di credito cooperativo riunite in Federcasse; i singoli gruppi bancari e casse locali adottano proprie immagini coordinate

Una banca di credito cooperativo (abbreviata anche con l'acronimo BCC) è un particolare tipo di banca previsto dalla legge italiana. La caratteristica principale delle banche di credito cooperativo è quella di essere nella forma giuridica di società cooperative, mutualistiche e locali, costituite da soci che sono espressione diretta delle comunità locali di riferimento.
Al febbraio 2021 operavano in Italia 247 banche di credito cooperativo, casse rurali e casse Raiffeisen (Alto Adige) con 4202 sportelli. La loro presenza diretta è in 2 638 comuni e 101 province; i soci, invece, sono stimati in oltre 1.350.000.
Nell'aprile del 2016, le BCC sono state oggetto di una profonda revisione normativa (si veda anche "La riforma del credito cooperativo").

## Storia
Le banche di credito cooperativo (BCC) - già conosciute con il nome di casse rurali ed artigiane (CRA) - nascono in Europa sul finire del 1800 come una nuova forma di credito sul modello sviluppato in Germania da Friedrich Wilhelm Raiffeisen, un modello fondato sul localismo e su motivazioni etiche di ispirazione cristiana.
La prima cassa rurale italiana venne costituita nel giugno 1883 a Loreggia, ad opera di Leone Wollemborg, che prese a modello l'attività di Raiffeisen. Lo stesso Wollemborg è presente in qualità di testimone il successivo 20 Aprile 1884 all'atto di fondazione, a Cambiano, della più antica Cassa Cooperativa di Prestiti ancora oggi operante, Banca Cambiano. Nel 1890, don Luigi Cerutti fonda a Gambarare la prima cassa rurale cattolica. Nel 1891, l'enciclica Rerum Novarum di Leone XIII diviene il manifesto di un ampio e diffuso movimento. Da quel momento in poi, le casse rurali entrano ufficialmente nel campo cattolico. Nel 1897 sono presenti ben 904 Casse Rurali. 
Il fascismo operò per dare alle cooperative una diversa e obbligatoria organizzazione. Venne istituita la Federazione nazionale fra istituti cooperativi di credito aderente alla Confederazione generale fascista del credito e dell'assicurazione (1926-1927). La Federazione nazionale inquadrava l'Associazione nazionale tra le casse rurali, agrarie ed enti ausiliari, succeduta nel 1926 alla Federazione italiane delle casse rurali cattoliche, che considerava come sezioni locali le federazioni della Federazione italiana. Nel 1934 l'organizzazione delle casse venne modificata con la fondazione della Federazione fascista delle casse rurali, agrarie ed enti ausiliari cui, due anni dopo, venne affiancato l'Ente nazionale delle casse rurali agrarie ed enti ausiliari, articolato in enti di zona. È opportuno notare che questa vicenda, in cui le cooperative di credito venivano assimilate più alle banche ordinarie che alle cooperative e sottoposte a una specifica regolamentazione accentuò l'autonomia che già praticavano nei confronti del resto delle cooperative.
Nel 1950 viene ricostituita la Federazione italiana delle casse rurali e artigiane (nata nel 1909, come Federazione nazionale delle casse rurali) che, nel 1967, aderisce a Confcooperative. Nel 1963 viene fondato l'Istituto di credito delle casse rurali e artigiane (ICCREA), con compiti di agevolazione, coordinamento ed incremento dell'azione delle singole casse attraverso lo svolgimento di funzioni creditizie, di intermediazione bancaria e assistenza finanziaria.
Il Testo unico bancario del 1993 sancisce, in corrispondenza di un cambiamento nella denominazione - da "casse rurali e artigiane" a "banche di credito cooperativo" - il venir meno dei limiti di operatività: le "banche di credito cooperativo" (BCC) possono offrire tutti i servizi e i prodotti delle altre banche e possono estendere la compagine sociale a tutti coloro che operano o risiedono nel territorio di operatività, indipendentemente dalla professione che svolgono. Negli anni novanta, il credito cooperativo realizza un'importante razionalizzazione della propria struttura: nel 1995 diventa operativa Iccrea Holding, capogruppo del Gruppo Bancario Cooperativo Iccrea (cui fanno capo le "fabbriche" di prodotti e servizi). Nel 1997 viene costituito il Fondo di garanzia dei depositanti del credito cooperativo, strumento obbligatorio di tutela dei depositanti delle BCC ad esso consorziate.
Nel 2004 viene costituito il Fondo di garanzia degli obbligazionisti del credito cooperativo. Il Fondo, strumento volontario ed esclusivo delle BCC, ha lo scopo di tutelare il diritto di credito degli obbligazionisti delle stesse BCC. Nel 2008 viene costituito il "Fondo di garanzia dei depositanti del credito cooperativo", con l'obiettivo di tutelare la clientela delle banche di credito cooperativo, casse rurali, Casse Raiffeisen, salvaguardando la "liquidità e la solvibilità" delle banche aderenti attraverso azioni correttive e interventi di sostegno e prevenzione della crisi.

## Caratteristiche
Le banche di credito cooperativo hanno alcune caratteristiche stabilite per legge, in particolare all'interno degli artt. 33-37-ter del Testo unico bancario. In particolare, "per essere soci di una banca di credito cooperativo è necessario risiedere, aver sede ovvero operare con carattere di continuità nel territorio di competenza della banca stessa".
Vi sono anche alcune restrizioni per quanto riguarda l'entità e la destinazione degli utili, e inoltre vi è l'obbligo per le banche di credito cooperativo di aderire a un gruppo bancario cooperativo (più precisamente, "l'adesione a un gruppo bancario cooperativo è condizione per il rilascio dell'autorizzazione all'esercizio dell'attività bancaria in forma di banca di credito cooperativo [...]").

## La riforma del credito cooperativo
Nell’aprile del 2016 il credito cooperativo italiano è stato oggetto di una profonda riforma organizzativa, con l'approvazione e successiva conversione in legge del DL 18 del 14 febbraio 2016.
La riforma si basa essenzialmente sulla costituzione di gruppi bancari cooperativi (figura del tutto nuova nel panorama bancario italiano ed europeo) cui le BCC hanno l’obbligo di aderire, pur mantenendo i caratteri distintivi di banche locali cooperative (operatività territoriale definita, principio del voto capitario, obbligo di destinazione di almeno il 70% degli utili netti annuali a riserva, governance cooperativa, ecc.). Ruolo delle capogruppo dei nuovi gruppi bancari cooperativi (il cui capitale è detenuto per almeno il 60% dalle stesse BCC) è di fungere da “coordinamento e direzione” delle BCC aderenti, nonché di definire forme di “garanzia incrociata” al fine di prevenire e gestire eventuali situazioni di criticità, secondo quanto previsto dalla normativa bancaria europea.
Dopo un lungo e complesso iter, il 2019 è stato l’anno dell’avvio operativo di due gruppi bancari cooperativi a valenza nazionale: uno facente capo ad ICCREA Banca (con sede a Roma), cui aderiscono oltre 117 BCC, l'altro facente capo a Cassa Centrale Banca (con sede a Trento), cui aderiscono 77 BCC. Le casse Raiffeisen (tutte meno quelle di Renon e San Martino in Passiria, che hanno aderito a Cassa Centrale), hanno beneficiato di una diversa disciplina sulla base di norme emendative della riforma varate dal Governo italiano nel novembre 2018, optando per la costituzione di un IPS (Institutional Protection Scheme) in alternativa alla costituzione di un proprio gruppo bancario cooperativo.

## Riferimenti normativi
- Decreto-legge 14 febbraio 2016, n. 18 - Misure urgenti concernenti la riforma delle banche di credito cooperativo, la garanzia sulla cartolarizzazione delle sofferenze, il regime fiscale relativo alle procedure di crisi e la gestione collettiva del risparmio.
- Artt. 28, 33-37-ter del decreto legislativo 1 settembre 1993, n. 385 - Testo unico delle leggi in materia bancaria e creditizia (Testo unico bancario).